# Concepción Lombardo
Concepción Lombardo Gil de Partearroyo, conocida por la historia de México como Concepción Lombardo de Miramón (8 de noviembre de 1835 - 18 de marzo de 1921) fue la esposa del general de división Miguel Miramón, quien se desempeñó en dos ocasiones como presidente de México entre 1859 y 1860. Nacida como María de la Concepción Josefa Severa Ignacia Ramona Lombardo, vino al mundo en la Ciudad de México en el seno de una acaudalada familia encabezada por su padre, Francisco María Lombardo, personaje, él mismo, de la historia nacional y su madre doña Germana Gil de Partearroyo

## Primeros años
De ascendencia irlandesa por vía paterna, pues los Lombardo eran una familia noble extranjera que se había asentado en España hacia 1640 y trasladado a la Nueva España a fines del siglo XVIII, y emparentada por vía materna con la casa española del Marqués de San Felipe; María de la Concepción Josefa Severa Ignacia Ramona Lombardo Gil de Partearroyo, como habría de ser bautizada por el señor José María de Jesús Belaunzarán, obispo de Linares.

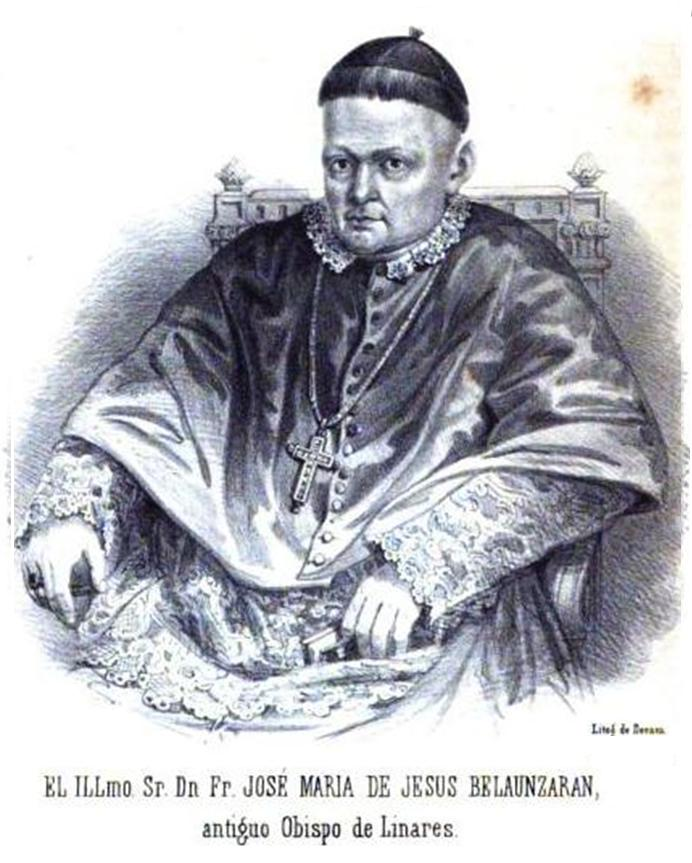
Mons Belaunzarán bautizó a Concepción Lombardo

Nació en la Ciudad de México el domingo 8 de noviembre de 1835 en el seno de una familia de abolengo y riqueza. Fue la sexta de los doce hijos – seis varones y seis mujeres – que nacieron del matrimonio, unido el 17 de abril de 1824 en la capital, formado por el notable y renombrado abogado Francisco María Lombardo de la Peña y (15 de agosto de 1799 – 11 de abril de 1855) y su esposa, María Germana Gil de Partearroyo Miñón (c. 1811 – 6 de abril de 1853).
Lombardo de la Peña fue un prominente jurisconsulto, firmante del Acta de independencia del imperio mexicano, constituyente de 1823, firmante de la Constitución Federal de los Estados Unidos Mexicanos de 1824, quien ocupó diversos cargos, incluyendo que fue varias veces secretario de Hacienda y Canciller, en los gobiernos de Santa Anna, Anastasio Bustamante y Valentín Gómez Farías. Su esposa, María Germana, fue una hermosa mujer capitalina que, como correspondía a las mujeres de clase alta de su época, recibió únicamente educación religiosa en un convento y estaba dedicada a las labores del hogar.

## Formación académica
Como eran muchos hijos, además los deberes de sociedad de su madre eran numerosos, Concha nunca podría haber sido educada en su casa. Estudió en un colegio de monjas dirigido por las señoras Peñarrojas. Por traviesa, sus padres creyeron que el rigor empleado en esa escuela podría corregirla. Ahí recibió una estricta educación que incluía azotes, orejas de burro y un gato lanzado a la cabeza por su intolerante maestra, quien en sus propias palabras "era un demonio encarnado". La instrucción se reducía a la lectura y el catecismo que la obligaban a aprender de memoria; y cuando no se sabía la lección, a gritos se las repetían palabra por palabra. Sus maestras eran tan ignorantes que no sabían leer ni escribir, ni siquiera discernir entre San José y Jesucristo. Lo único que hacían bien eran las labores de coser y bordar, y que Concha hubo de aprender a la perfección con lágrimas y castigos. Durante su etapa de formación, cabe mencionar que tuvo por maestra a quien fuera primera dama de México, esposa del general Melchor Múzquiz, Joaquina Bezares.
Durante su época de estudiante, anualmente su madre la mandaba a pasar un mes fuera de la capital, a una finca que poseía la familia en un pueblecito llamado Tizapán.

## Matrimonio y vida política
Tras la conclusión de sus estudios, llevó una vida normal asistiendo al teatro, a bailes, a fiestas, tomando clases de canto y equitación. Años después, quedó en la orfandad de padres en su primera juventud y con pocos recursos. Se ligó sentimentalmente a un inglés, de quien luego tuvo que esconderse en un convento; y después con Miguel Miramón, a quien conoció en una visita que hizo al Colegio Militar siendo éste teniente en ese tiempo, razón por la cual al principio ella no aceptó desposarse con él.
Apenas alcanzó el grado de general de división, Miramón le propuso matrimonio y efectuaron el enlace en 1858, tuvieron seis hijos. Un año después, él ocupa la presidencia apoyado por el partido conservador y ella se convirtió en primera dama, lo que le causó mucha preocupación ya que conocía la fracturada situación política y militar que atravesaba la República Mexicana. Pese a ello, aconsejó a su esposo que participara en la luchar armada para pelear por sus ideales conservadores.
A partir de esta fecha, ella vio muy poco a Miramón pues él tenía que continuar con su campaña militar y porque el protocolo le impedía acompañarlo a las ceremonias oficiales o de carácter social. La señora de Miramón no tenía permitido sentarse junto a él en el palco oficial y debía bailar con él en las fiestas, pues éstas eran consideradas actitudes protagónicas de una mujer que quería sentirse con la misma relevancia y autoridad que el presidente de México. Limitada en toda cuestión, la señora de Miramón tampoco podía asistir sola a los lugares públicos porque no era bien visto.
Con la llegada de Maximiliano de Habsburgo a México, la familia Miramón Lombardo se fue a Berlín. En 1866, cuando el emperador Napoleón III abandonó al emperador mexicano, Miramón regresó al país para luchar por el Segundo Imperio Mexicano, lo cual era una causa perdida y que terminaría con la encarcelación y fusilamiento de Maximiliano, Miguel Miramón y Tomás Mejía.

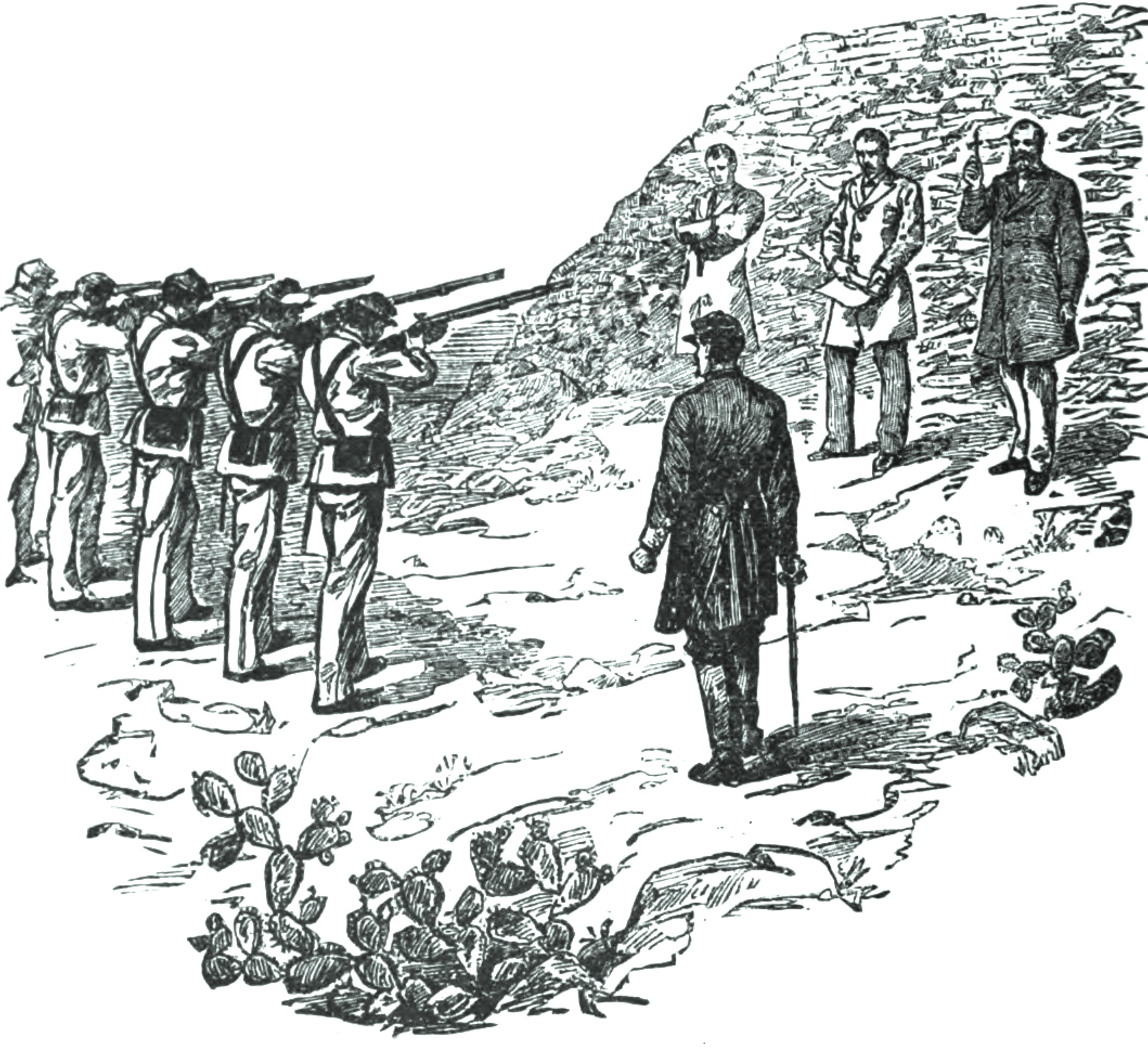
De izquierda a derecha, ejecución de los generales Tomás Mejía y Miguel Miramón. En el extremo derecho está el emperador Maximiliano, quien cedió el centro, lugar de honor, a Miramón.

Ella fue fiel a la memoria de su esposo por el resto de sus días. Se fue a Europa, donde, de acuerdo con los consejos del fusilado emperador pidió el apoyo de las cortes de Austria y Bélgica. Sólo recibió ayuda belga. Vivió en Roma y falleció el 18 de marzo de 1921 en  Francia a los 85 años de edad.

## Memorias
Con estilo sencillo, esta inteligente mujer regaló a la historia de México una joya; titulada Memorias, que comenzó a escribir a los 80 años. Junto con el conjunto de recuerdos y experiencias de su vida, cargados de un profundo conocimiento de las circunstancias de su tiempo, expuestas bajo la perspectiva conservadora que dejaron en ella su padre y su marido, el volumen de su publicación tiene un poco más de mil páginas.
Las Memorias de  Concepción Lombardo de Miramón fueron publicadas 63 años después de su muerte, gracias a la generosidad de Francisco Cortina Portilla quien, según explica en su Preliminar Felipe Teixidor Las adquirió de una nieta de Miramón radicada en la ciudad de Palermo, en donde, anciana y enferma, se mantenía entonces de dar clases de español. Al mismo tiempo que nuestro distinguido amigo aliviaba penurias, rescataba para siempre el testimonio de uno de los episodios más trágicos de la historia de México.